# パークシティ (ユタ州)

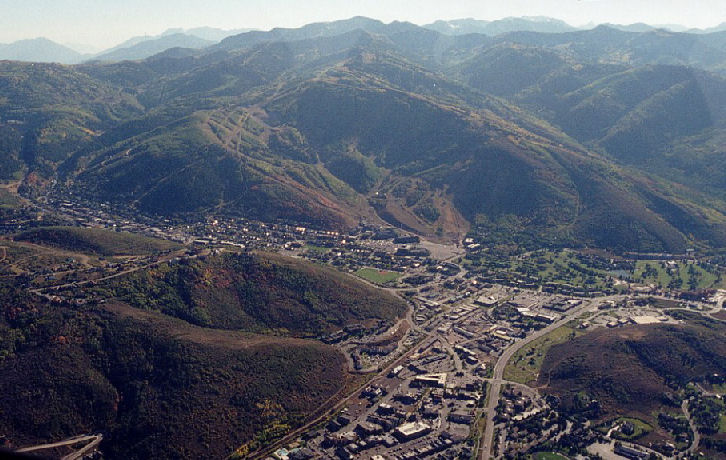
パークシティ

パークシティ（Park City）は、アメリカ合衆国ユタ州のサミット郡にある都市。人口は8,396人（2020年）。ソルトレイクシティの東50キロメートルに位置している。2002年冬季オリンピックの会場の一つだった。また、毎年サンダンス映画祭が開かれる。

## 歴史
1870年代に、金や銀の採掘をするために開かれた。採掘が増えるに従い、人口は増加の一途をたどったが、ソルトレイクシティがユタ州の中心地となった頃から、街は廃れていった。1950年代に入りスキーがブームとなり、再びこの街は注目されることになる。1970年代以降は、開発が活発化し、現在ではアメリカで最も好まれるスキーリゾートとなるまで成長した。

## 地理

サミット郡内の位置

パークシティは北緯40度39分34秒 西経111度29分59秒 / 北緯40.65944度 西経111.49972度 (40.659306, -111.499828)に位置している。標高は2,110メートル。

## サンダンス映画祭
サンダンス映画祭はロバート・レッドフォードが主催するインディーズ映画祭としてはじまったが、現在は規模も大きくなり、商業的に影響を与えるほどになっている。

## スキー場
- Park City Mountain Resort パークシティ・マウンテン・リゾート
- The Canyons キャニオンズ
- Deer Valley Resort ディア・バレー・リゾート

## 企業
- Skullcandy